# Курд Јиргенс
Курд Густав Андреас Готлиб Франц Јиргенс (Минхен, 13. децембар 1915 – Беч, 18. јун 1982) био је немачко-аустријски сценски и филмски глумац. У филмовима на енглеском језику обично је био најављен као Курт Јургенс. Био је познат по улози Ернста Јудета у Ђаволовом генералу. Његове улоге на енглеском језику укључују противника Џејмса Бонда, негативца Карла Стромберга у филму Шпијун који ме је волео (1977), Ерика Керадина у филму И Бог створи жену (1956) и професора Имануела Рата у Плавом анђелу (1959).

## Младост
Јиргенс је рођен 13. децембра 1915. у околини Минхена, Краљевина Баварска, Немачко царство. Његов отац Курт, био је трговац из Хамбурга, а његова мајка, Марија-Албертина, била је учитељица француског. Имао је две старије сестре близнакиње, Жанету и Маргариту. Своју радну каријеру започео је као новинар пре него што је постао глумац на наговор своје супруге глумице Луиз Баслер. Већи део своје ране глумачке каријере провео је на сцени у Бечу. Због тешких повреда које је задобио у саобраћајној несрећи у лето 1933. године, није могао да има деце.
Јиргенс је био критичан према нацизму у својој родној Немачкој. Године 1944., након снимања филма Бечке девојке, посвађао се са Робертом Калтенбрунером (братом високог аустријског СС званичника Ернста Калтенбруннера), Отом Скорценијем и чланом штаба Балдуром фон Ширахом у бечком бару без знања ко су ови били. После овог догађаја, Јиргенс је послат у радни логор за „политички непоуздане” у Мађарској. После неколико недеља успео је да побегне. Јиргенс је после рата постао аустријски држављанин.

## Филмска каријера
Јиргенс је наставио да игра војнике у многим ратним филмовима. Запажене представе у том смислу укључују његову револуционарну улогу на екрану у Ђавољи генерал (1955) измишљеном приказу летачког аса из Првог светског рата и генерала Луфтвафеа из Другог светског рата Ернста Удета, након чега је следио филм Рожеа Вадима (И Бог створи жену) са Брижит Бардо у главној улози.
Јиргенсов први холивудски филм био је Непријатељ испод (The Enemy Below, 1957), у којем је тумачио немачког команданта подморнице. Године 1962. играо је немачког генерала Гинтера Блументрита у филму Најдужи дан (1962). Касније, у филму о Џејмсу Бонду, Шпијун који ме је волео (1977), играо је негативца Карла Стромберга, социопатског индустријалца који жели да трансформише свет. Његово последње појављивање у филму било је поред Алена Делона и Клод Жад у шпијунском трилеру Техеран 43 (1981). На телевизији на енглеском језику играо је канцелара Ота фон Бизмарка у неколико епизода Би-Би-Сијеве серије Пад орлова (1974) и појавио се као генерал Владимир у Би-Би-Сијевом филму Смајлијеви људи (1982).
Иако се појавио у преко 100 филмова, Јиргенс је био и запажен сценски глумац. Био је члан више позоришта у Бечу (Фолкстеатер 1938–1941, Бургтеатер 1940–1953 и 1965–1968 и др.). Играо је насловну улогу у представи Једерман Хуга фон Хофманстала на Салцбуршком фестивалу од 1973. до 1977. Године 1966. појавио се у краткој представи на Бродвеју у Позоришту Јуџин О’Нил поред Џералдин Пејџ, у режији Џорџа Шефера.
Његов последњи сценски наступ био је у Бечкој државној опери 9. марта 1981. као Баса Селим у Моцартовој опери Отмица из Сараја. Такође је режирао неколико филмова и писао сценарије, али са ограниченим успехом.
Своје мемоаре из 1976. насловио је "... нимало мудар".

## Лични живот
Јиргенс је имао дом у Француској, али се често враћао у Беч да би наступао на позоришној сцени. У Бечу је преминуо од срчаног удара 18. јуна 1982. године. Неколико година раније је преживео срчани удар током којег је имао искуство блиске смрти где је тврдио да је умро и отишао у пакао. Јиргенс је сахрањен на Средишњем бечком гробљу.
Био је 1,92 m (6 ft 4 in) висок. Брижит Бардо му је дала надимак „ Нормански орман “ током њиховог рада на филму И бог створи жену.
У лето 1957. Јиргенс је имао кратку, али интензивну аферу са глумицом Роми Шнајдер.
Јиргенс је био у браку пет пута:
1. Лулу Баслер, глумица (15. јун 1937 – 8. октобар 1947) (развод)
2. Јудит Холцмајстер (16. октобар 1947 – 1955) (развод)
3. Ева Барток (13. август 1955 – 1956) (развод)[14]
4. Симон Бишерон (14. септембар 1958 – 1977) (развод)
5. Марџи Шмиц (21. март 1978 – 18. јун 1982) (његова смрт)

## Филмографија
Листу филмова у којима је глумио Курд Јиргенс можете погледати на:
- Курд Јиргенс на веб-сајту  (језик: енглески)
- Страници на Википедији на енглеском језику посвећеној Курду Јиргенсу